# Sebastian Kowski
Sebastian Kowski (* 1959 in Rostock, Bezirk Rostock) ist ein deutscher Schauspieler und Hörspielsprecher.

## Leben
Sebastian Kowski absolvierte sein Schauspielstudium von 1981 bis 1985 an der Theaterhochschule „Hans Otto“ in Leipzig.
Von 1985 bis 1995 war er an den Städtischen Bühnen Chemnitz engagiert. Von 1995 bis 2001 gehörte er zum Schauspielensemble am Staatsschauspiel Dresden. Während seines dortigen Engagements leitete er von 1999 bis 2001 das Schauspielstudio der Hochschule für Musik und Theater „Felix Mendelssohn Bartholdy“ Leipzig am Staatsschauspiel Dresden.
Ab 2001 war Kowski bis zum Ende der Spielzeit 2012/13 fest am Schauspiel Stuttgart engagiert und in dieser Zeit auch an der Staatlichen Hochschule für Musik und Darstellende Kunst (Fachrichtung Schauspiel) in Stuttgart unterrichtete. Dort arbeitete er zunächst mit den Regisseuren Beat Fäh, Erich Sidler, Jacqueline Kornmüller, Volker Lösch (in Sternheims Aus dem bürgerlichen Heldenleben und Gogols Der Revisor) und Hasko Weber (als Lucky in Warten auf Godot) zusammen.
Am Schauspiel Stuttgart trat er außerdem in Inszenierungen von Sebastian Baumgarten, Nuran David Calis, Thomas Dannemann, Karin Henkel, Stephan Kimmig, Hans-Werner Krösinger, Irmgard Lange, Sebastian Nübling, Stephan Rottkamp und Tobias Wellemeyer auf. Zu seinen Hauptrollen am Schauspiel Stuttgart gehörten u. a. Robespierre, Woyzeck, Faust und Capulet.
Seit der Spielzeit 2013/14 ist er festes Ensemblemitglied am Deutschen Nationaltheater Weimar, wo er u. a. Mephisto, Nathan, Dorfrichter Adam und Oberon spielte. Neben den Rollen in laufenden Produktionen war er u. a. in den Neuinszenierungen Mutti von Juli Zeh (als Horst), Wallenstein (als Buttler) und Der Hofmeister (als Herr von Berg) zu sehen. In Jan Neumanns Ibsen-Inszenierung Baumeister Solness (Premiere: Spielzeit 2013/14) übernahm Kowski die Titelrolle.
Kowski stand neben seiner umfangreichen Theaterarbeit auch für einige Film- und Fernsehproduktionen vor der Kamera. Er drehte u. a. mit Bernd Lange, Ingo Rasper, Jeanette Wagner, Gregor Schnitzler, Sönke Wortmann und Uli Edel.
In der 1. Staffel der historischen Fernsehserie Charité spielte er als Medizinalrat Tischendorf den Vater des zu den Hauptcharakteren gehörenden Medizinstudenten und leidenschaftlichen Fotografen Georg Tischendorf (Maximilian Meyer-Bretschneider). In der 14. Staffel der ZDF-Serie Notruf Hafenkante übernahm Kowski, an der Seite von Dagny Dewath, eine der Episodenhauptrollen als verdächtiger Vorsitzender eines noblen altehrwürdigen Hamburger Clubs. In der Schlussfolge der 6. Staffel der TV-Serie In aller Freundschaft – Die jungen Ärzte (2021) spielte Kowski in einer weiteren Episodenhauptrolle einen älteren Patienten mit einer schwierigen Vater-Sohn-Beziehung.
Kowski ist regelmäßig als Sprecher von Reportagen und Dokumentationen in Produktionen für den Mitteldeutschen Rundfunk, den Bayerischen Rundfunk, den NDR, den Südwestrundfunk und arte tätig.
Kowski lebt in Weimar.

## Filmografie (Auswahl)
- 1989: Die gläserne Fackel: Die Waffenschmiede (Fernsehserie, eine Folge)
- 2006: Rabenbrüder (Kinofilm)
- 2010: Ein Praktikant fürs Leben (Fernsehfilm)
- 2010: Fremdgehen (Fernsehfilm)
- 2013: Robin Hood (Fernsehfilm)
- 2016: Tatort: Der treue Roy (Fernsehreihe)
- 2017: Charité (Fernsehserie, zwei Folgen)
- 2019: Die Neue Zeit (Fernsehserie)
- 2019: Unterm Birnbaum (Fernsehfilm)
- 2019: Notruf Hafenkante: Gier (Fernsehserie, eine Folge)
- 2021: In aller Freundschaft – Die jungen Ärzte: Herzstolpern (Fernsehserie, eine Folge)
- 2024: Bach – Ein Weihnachtswunder (Fernsehfilm)

## Hörspiele (Auswahl)
- 2002: Alfred Marquart, Widmar Puhl: Babuschka. Eine Geschichte aus der Zukunft – Regie: Hartmut Kirste; Benno Schurr (Original-Hörspiel, Science-Fiction-Hörspiel – SWR)
- 2003: Philip Roth: Der menschliche Makel (2. Teil) (MP1, Pizza) – Regie: Norbert Schaeffer (Hörspielbearbeitung – SWR)
- 2003: Sandra Kellein: Venus in Aspik (Galan) – Regie: Oliver Sturm (Original-Hörspiel – SWR)
- 2003: Kjell Eriksson: Das Steinbett (Jack Mortensen) – Regie: Axel Pleuser (Hörspielbearbeitung, Kriminalhörspiel – SWR)
- 2004: Uta-Maria Heim: Der Schlonz. Ein Marsmensch zu Besuch (Bigmäc) – Regie: Eberhard Klasse (Original-Hörspiel, Kinderhörspiel – SWR)
- 2004: Alona Kimhi: Masel, Zores und Mischpoche: Jüdische Familiengeschichten: Die weinende Susannah (Giddi Buchao) – Regie: Oliver Sturm (Hörspielbearbeitung – SWR)
- 2004: Arthur Conan Doyle: Krimisommer mit Sherlock Holmes und Dr. Watson: Der Schwarze Peter. Eine Kriminalgeschichte (Lancaster) – Regie: Stefan Hilsbecher (Hörspielbearbeitung, Kriminalhörspiel – SWR/MDR/RBB)
- 2004: Arthur Conan Doyle: Krimisommer mit Sherlock Holmes und Dr. Watson: Der zweite Fleck. Eine Kriminalgeschichte (Constabler McPherson) – Regie: Stefan Hilsbecher (Hörspielbearbeitung, Kriminalhörspiel – SWR/MDR/RBB)
- 2004: Arthur Conan Doyle: Krimisommer mit Sherlock Holmes und Dr. Watson: Wisteria Lodge. Eine Kriminalgeschichte (Warner) – Regie: Stefan Hilsbecher (Hörspielbearbeitung, Kriminalhörspiel – SWR/MDR/RBB)
- 2005: Hermann Naber: Dämonen der Leinwand: Ruttmann und Konsorten – Regie: Hermann Naber (Original-Hörspiel – Deutschlandradio)
- 2005: Stefan Wilke: Frentzen & Friends (1., 4., 5. und 7. Folge) (Rauschebart/Eichelberger/Igor) – Regie: Günter Maurer (Original-Hörspiel, Kurzhörspiel – SWR)
- 2005: Rafael Spregelburd: Ein argentinischer Augenblick – Regie: Hans-Peter Bögel (Hörspielbearbeitung – SWR)
- 2006: Anne Grießer: Der russische Liebhaber. Badisches Kriminalhörspiel (Grigorij/Radiostimme) – Regie: Maria Ohmer (Original-Hörspiel, Mundart-Hörspiel – SWR)
- 2007: Antje Rávik Strubel: Tupolew 134 (Brigadeleiter) – Bearbeitung und Regie: Barbara Meerkötter (Hörspielbearbeitung – SWR)
- 2008: Anonymus: Literatur-Landschaften: Das Nibelungenlied (2. Teil) – Bearbeitung und Regie: Beate Andres (Hörspielbearbeitung – SWR)
- 2008: Maurice Leblanc: Die Gräfin Cagliostro oder Die Jugend des Arsène Lupin (2 Teile) – Regie: Stefan Hilsbecher (Hörspielbearbeitung, Kriminalhörspiel – SWR)
- 2009: Christoph Peters: Ein Zimmer im Haus des Krieges (Claus Cismar) – Regie: Günter Maurer (Hörspielbearbeitung – SWR)
- 2009: Marianne Wendt, Christian Schiller: Die Raben des Barbarossa. Ein fantastisches Abenteuer in den Wäldern des Harzgebirges (Grimm/Barbarossa) – Regie: Steffen Moratz (Original-Hörspiel, Kinderhörspiel – SWR)
- 2009: Steven Carroll: Die Kunst des Lokomotivführens (Mr. Bruchner) – Regie: Oliver Sturm (Hörspielbearbeitung – SWR)
- 2009: Nadja Küchenmeister: Drehpunkt – Regie: Stefanie Lazai (Original-Hörspiel – SWR)
- 2010: Isabel Allende: Das Geisterhaus (3. Teil: Die Liebenden; 4. Teil: Die Brüder) – Bearbeitung und Regie: Walter Adler (Hörspielbearbeitung – SWR/HR)
- 2010: Barbara Vine: Das Geburtstagsgeschenk (2 Teile) (Sean) – Regie: Irene Schuck (Hörspielbearbeitung – SWR)
- 2012: Doris Dörrie: Alles inklusive (Helmut) – Bearbeitung und Regie: Irene Schuck (Hörspielbearbeitung – SWR)
- 2012: Maurice Leblanc: Arsène Lupin gegen Herlock Sholmès – Das Duell der Meister (2. Teil) (Arbeiter) – Regie: Stefan Hilsbecher (Hörspielbearbeitung, Kriminalhörspiel – SWR)
- 2015: Simone Müller: Jackpot Schicksal (3. Teil: Der Laden) – Regie: Simone Müller (Original-Hörspiel, Kurzhörspiel – SWR)